# Trigger strategy
Trigger strategy (strategia grilletto) indica una tipologia di strategie  utilizzate in giochi ripetuti, non cooperativi. Un giocatore che utilizza una trigger strategy inizialmente collabora, ma punisce l'avversario non appena viene osservato un certo livello di defezione (il termine usato è dovuto proprio al fatto che "scatta" la punizione). 
Il livello delle punizioni e la sensibilità della loro soglia di attivazione variano con le diverse trigger strategy.

## Esempi di trigger strategy
- Tit for tat (la punizione scatta ogni volta che l'opponente defeziona)
- Tit for Two Tats (una variante, più tollerante, di tit for tat)
- Grim trigger (la punizione continua indefinitamente a seguito di una sola defezione dell'avversario)